# I Want You To...
I Want You To - to czwarty i ostatni singel promujący drugi studyjny album walijskiej wokalistki Jem – Down To Earth. Singel został wydany 2 listopada 2009 roku w formie digital. Jest to drugi singel z albumu Down To Earth, do którego został nakręcony videoclip. Autorami tekstu piosenki są: Jem Griffiths, Lester Mendez oraz Lucas MacFadden.

## Kompozycja utworu
Utwór zaczyna się słowami w języku hiszpańskim, po czym Jem przechodzi do śpiewu w języku angielskim.